# ميتيوسات

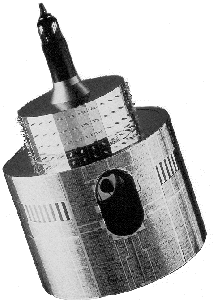
الجيل الأول من القمر الاصطناعي ميتيوسات.

ميتيوسات (ملاحظة 1) هو اسم أطلق على سلسلة من الأقمار الاصطناعية ذات المدار الجغرافي الثابت والمخصصة للأرصاد الجوية، والمُسيّرة من المنظمة الأوربية للأرصاد الجوية (EUMETSAT).
بدأ المشروع بمرحلة انتقالية أولية سنة 1995؛ ثم أتبع ببرنامج الجيل الثاني سنة 2004.